# Expedición de Almagro a Bolivia
La expedición de Diego de Almagro a Bolivia hace referencia al descubrimiento que realizó el conquistador español al recorrer los territorios correspondientes a la actual Bolivia, que en aquel entonces eran conocidos como la provincia de Charcas. Durante su viaje, Almagro fundó los primeros poblados españoles en Bolivia, entre ellos, Paria (Tupiza).  

## Capitulaciones de 1534
El 21 de mayo de 1534, Carlos I, rey de España, realiza un nuevo reordenamiento territorial del mapa de Sudamérica, dividiendo el territorio conquistado en dos partes: la Gobernación de Nueva Castilla y la Gobernación de Nueva Toledo, asignándoselas a Francisco Pizarro y Diego de Almagro, respectivamente. [cita requerida]
Los desacuerdos entre estos conquistadores por los límites de sus respectivas gobernaciones llevaron finalmente a Pizarro a proponer la exploración de los territorios más meridionales a Diego de Almagro, con el convencimiento de que dichas tierras albergarían aún más riquezas. Almagro aceptó la idea de la exploración y permitió a Pizarro quedarse en posesión de Cuzco, la capital del Imperio Inca.
Con la expedición de Almagro al Collasuyo, los conquistadores españoles se dividieron en tres grandes grupos. El primero de ellos se quedó en Lima, al mando de Francisco Pizarro. El segundo, por su parte, permaneció en Cuzco, a las órdenes de los hermanos Pizarro (Hernando Pizarro, Gonzalo Pizarro y Juan Pizarro). El tercero, por último, se preparó para acompañar a Almagro en su viaje al sur.
Este tercer y último grupo partió desde Cuzco en julio de 1535 y contó con la colaboración del príncipe inca Paullu y del sumo sacerdote Vilac Uma, quienes tenían la secreta intención de llevar la expedición al fracaso. La enorme comitiva estaba formada para la guerra, portaba vistosas ropas, abundante avío, yanaconas y mujeres. Precediendo al grueso de la expedición, Juan de Saavedra dirigió las fuerzas de vanguardia y recogió valiosos datos sobre las minas de oro de Chuquiago.

## Preparativos para la expedición
Antes de partir de viaje rumbo a las tierras de lo que en ese entonces se conocía todavía como el Collasuyo, Almagro decidió enviar primeramente una pequeña expedición de avanzada al mando del capitán español Juan de Saavedra y Sevilla. La expedición de Saavedra, marchando por las orillas del Lago Titicaca y cruzando el río Desaguadero, ingresó por primera vez a lo que actualmente es el territorio de Bolivia.

#### Fundación de Paria (primer poblado español en Bolivia)
Estando ya en las tierras de lo que hoy se conoce como el departamento de Oruro, Saavedra fundó el 23 de enero de 1535 el primer poblado español al cual lo bautizaron con el nombre de Paria situado actualmente a una distancia de solo 20 kilómetros de la actual ciudad de Oruro.
Estando ya en el valle de Chuquiago (actual ciudad de La Paz), Saavedra empezó a investigar e indagar con los nativos del lugar la posible existencia de riqueza en aquel lugar comenzado de esa manera a recoger datos de algunas minas de oro que pudieran haber ahí cerca. 

## Comienzo de la expedición
Finalmente, Almagro salió del Cuzco el 15 de julio de 1535. Para poder recorrer y explorar de manera tranquila los territorios y dominios del Inca sin ser atacados por sus súbditos, Almagro estuvo acompañado del Paullu Inca (un príncipe incaico leal a los conquistadores españoles), así como también le acompañaba el gran sacerdote del imperio incaico Vila Oma junto a una numerosa comitiva de 500 españoles y 12 000 indígenas auxiliares.

#### Fundación de Tupiza (segundo poblado español en Bolivia)
Siguiendo las huellas de la ruta ya recorrida por Juan de Saavedra, Almagro llegó a Paria, donde instaló su campamento para luego continuar con su viaje hacia el sur llegando a lo que hoy actualmente es la provincia de Sud Chichas, en el departamento de Potosí. Una vez ahí, Almagro fundó la ciudad de Tupiza el 29 de octubre de 1535, convirtiéndose en el segundo poblado español en el territorio actual boliviano.